# الخطايا الشائعة
الخطايا الشائعة رواية للكاتبة اللبنانية فاتن المر. صدرت الرواية لأوّل مرة عام 2010 عن دار النهار للنشر والتوزيع في بيروت. ودخلت في القائمة الطويلة للجائزة العالمية للرواية العربية لعام 2011، المعروفة باسم «جائزة بوكر العربية».

## حول الرواية
تروي الكاتبة اللبنانية «فاتن المر» في هذه الرواية حكاية حب ومقاومة تجري أحداثها في لبنان، وهي مروية على لسان امرأة. تنتقل بين جنوب لبنان وبيروت ولندن، مانحة رؤية عميقة عن شكل المقاومة في الجنوب اللبناني.